# Alegrense Futebol Clube
El Alegrense Futebol Clube es un equipo de fútbol de Brasil que juega en el Campeonato Sulino, la primera división distrital.

## Historia
Fue fundado el 30 de enero de 1971 en el municipio de Alegre Sul del estado de Espírito Santo originalmente con los colores rojo y blanco por el America RJ de Río de Janeiro, pero en los años 1990 los cambiarían por el azul, rojo y amarillo, los colores del municipio luego de la profesionalización del club.
En sus primeros años Garrincha formó parte del club durante su época aficionada, pero fue hasta inicios del siglo XXI que el club comenzó a obtener logros importantes como el ascenso a la primera división estatal en el año 2000 y los títulos del Campeonato Capixaba en 2001 y 2002, donde venció en la final al Rio Branco AC. Tras los títulos estatales logró clasificar a la Copa de Brasil por primera vez en 2002, donde fue eliminado en la primera ronda por el Botafogo FR de Río de Janeiro por la regla del gol de visitante; y en 2003 lo elimina el Criciúma EC del estado de Santa Catarina por un global de 3-8.
En 2003 buscaba el tricampeonato estatal, logrando avanzar a la cuadrangular final, terminando en tercer lugar y posteriormente abandona las competiciones a nivel profesional un año después.
El club regresa a competir a nivel aficionado en 2014 y desde entonces se mantiene como equipo aficionado con la esperanza de regresar a la competición profesional.

## Palmarés
- Campeonato Capixaba: 2

2001, 2002

## Jugadores

### Jugadores destacados
- Garrincha[11]